# Comarca de Cervera
La Comarca de Cervera, popularmente conocida como Alhama-Linares, es la comarca más suroriental de La Rioja (España), y limita con las provincias de Navarra, Zaragoza y Soria. Está situada en la zona de sierra de la subregión de la Rioja Baja. Ocupa una superficie total de 40 279 hectáreas, distribuidas desde el sur de la sierra de Yerga, hasta el norte de la sierra de Alcarama. La comarca se compone de siete municipios administrativos, de los cuales Cervera del río Alhama se considera la capital de la comarca, ya que ha sido la cabeza histórica del partido judicial. La comunicación de esta comarca se realiza mediante la LR-123, que la vértebra de norte a sur (comienza en Arnedo y termina en Valverde). En las últimas décadas se está produciendo un importante éxodo.[cita requerida]
La comarca se sitúa en un entorno de monte bajo, con una altitud media de 725,2 m s. n. m., en las estribaciones de las sierras de Alcarama y Yerga, marcada por los cursos de los ríos Alhama y Linares y en menor medida el Río Añamaza que esculpen estos áridos valles. Su situación geográfica es: Latitud media: 41°59′52″ N y longitud media: 2°1′40″ O.
Económicamente ha sido tradicionalmente una comarca de actividad agrícola y ganadera con carácter predominante, pero no de manera exclusiva como otras comarcas riojanas, sino que existía una fuerte industria del calzado, en concreto de la alpargata, concentrada principalmente en Cervera, y una fuerte industria textil en Cornago. La primera aún se mantiene pero con una importancia menor debido a los cambios en la producción y a la gran reducción de empresas que se produjo a finales del siglo XX, mientras que la segunda desapareció a principios del siglo XX. También existe un sector servicios ligado a los diversos balnearios que existen en la comarca (La Albotea de Cervera, Ventas del Baño o Grávalos) desde hace varios siglos. 
Actualmente la comarca ha transformado algunas de sus actividades económicas, cobrando gran importancia el turismo rural ligado al patrimonio local y el yacimiento arqueológico de Contrebia Leucade, y a los yacimientos de icnitas, llegándose a crear la Mancomunidad para el Desarrollo Turístico de los Valles Alhama y Linares; y la minería ligada a los yacimientos de piritas en Navajún y caliza negra de Igea. A pesar de ello la comarca no ha sido ajena a la tendencia de la provincia y al continuo despoblamiento comenzado en los años setenta, siendo además en esta comarca de un modo agravado, ya que es la comarca que más población ha perdido en los últimos 50 años.

## Municipios de la comarca
La comarca de Cervera se compone de 7 municipios, y 15 localidades, siendo Cervera del río Alhama la capital comarcal y también el municipio que engloba más localidades. Los municipios de los que se compone la comarca son: Aguilar del Río Alhama, Cervera del Río Alhama, Cornago, Grávalos, Igea, Navajún y Valdemadera.
Cervera del río Alhama es el municipio de mayor superficie y también de mayor población por su función de capital comarcal y por tanto de servicios.
| Municipio              | Población (2020) | Superficie | Pedanías y despoblados                                         |
| ---------------------- | ---------------- | ---------- | -------------------------------------------------------------- |
| Aguilar del Río Alhama | 459              | 54,11      | Inestrillas y Gutur                                            |
| Cervera del Río Alhama | 2308             | 152,58     | Cabretón, Rincón de Olivedo, Valdegutur, Valverde y Las Ventas |
| Cornago                | 317              | 80,54      | Valdeperillo                                                   |
| Grávalos               | 187              | 31,00      |                                                                |
| Igea                   | 603              | 54,29      |                                                                |
| Navajún                | 10               | 16,38      |                                                                |
| Valdemadera            | 8                | 13,93      |                                                                |

## Historia
La actual comarca del Alhama-Linares estuvo vinculada en su práctica totalidad (exceptuando el municipio de Grávalos) desde el siglo XII con la antigua región de Tierra de Aguilar, cómo región histórica en el antiguo Reino de Nájera.[cita requerida] En la comarca de Cervera convivían señoríos nobiliarios, señoríos eclesiásticos y villas realengas. En el caso del Alhama-Linares, estaba dividido entre Cervera del río Alhama que era villa realenga; Aguilar del río Alhama, Valdemadera y Navajún que eran villas pertenecientes al Condado de Aguilar de Inestrillas (siendo Aguilar el bastión principal de dicho condado); y las villas de Cornago e Igea que pertenecían a los Condes de Luna.[cita requerida] Este sistema estuvo vigente hasta la guerra de Independencia de 1808, en el que se abolieron todos los señoríos nobiliarios y eclesiásticos, lo cual fue ratificado por Fernando VII tras la vuelta del absolutismo en 1814.[cita requerida] Jurídicamente existían villas eximidas y villas pertenecientes a jurisdicciones señoriales, en este caso Aguilar, Navajún y Valdemadera pertenecían a la jurisdicción del Partido de Aguilar, y Cornago, Igea y Cervera eran villas eximidas.
En la división provincial de 1822, Cervera y su comarca, como el resto de La Rioja, quedaron adscritas a la provincia de Logroño. Esta división quedó anulada con la vuelta al absolutismo y será  en 1833, tras la nueva división provincial española que realiza Javier de Burgos, que esta comarca pasa a pertenecer de nuevo a la provincia de Logroño dentro de la región de Castilla la Vieja. En 1834, tras el Real Decreto del 21 de abril sobre la creación de los Partidos Judiciales, se crea el partido judicial de Cervera del Río Alhama al que pasarán a pertenecer todos los municipios de esta comarca, hasta 1985, cuando se redefinió el sistema de Partidos Judiciales, eliminándose este e integrándose en el de Calahorra.
Tras la Constitución de 1978 y la consiguiente reforma territorial, en 1982 pasaría a pertenecer a la comunidad autónoma de La Rioja, al constituirse la provincia en comunidad autónoma.

## Demografía
La comarca de Cervera es una de las más castigadas por la despoblación, durante los últimos 50 años ha perdido el 60% de su población. Pasó de ser una de las comarcas económicamente más dinámicas, a través de la industria de la alpargata y agroalimentaria; a ser una de las comarcas con mayores índices de despoblación. La caída de la economía cerverana arrastró consigo a toda la economía comarcal.
A pesar de la apertura de algunas fábricas y diversas empresas de servicios, los índices de población han seguido cayendo, no consiguiendo el asentamiento de nuevos habitantes, y sumándose al éxodo de la gente más joven en busca de nuevas oportunidades en zonas como Tudela, Alfaro, Calahorra o Logroño, ha hecho que muchos de estos municipios estén a la cabeza de envejecimiento de la población (Aguilar del Río Alhama está a la cabeza).

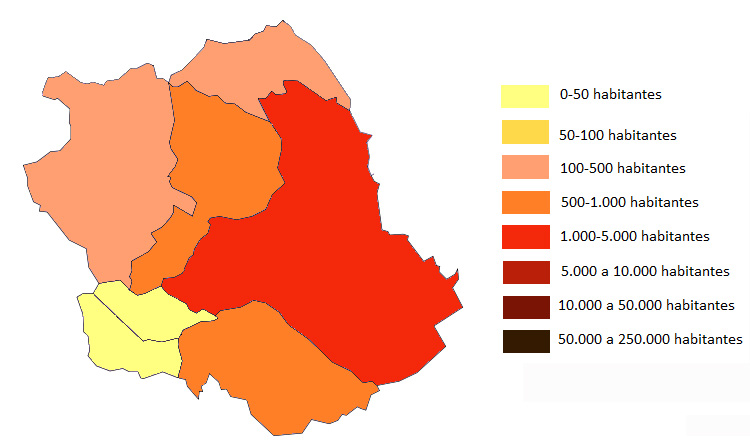
Distribución demográfica por municipios de la comarca de Cervera

| Clasificación de las localidades por su población (2020) |           |
| Localidad                                                | Población |
| -------------------------------------------------------- | --------- |
| Cervera del Río Alhama                                   | 1345      |
| Igea                                                     | 603       |
| Rincón de Olivedo                                        | 542       |
| Aguilar del río Alhama                                   | 417       |
| Cornago                                                  | 304       |
| Valverde                                                 | 205       |
| Grávalos                                                 | 187       |
| Cabretón                                                 | 180       |
| Inestrillas                                              | 42        |
| Las Ventas                                               | 22        |
| Valdegutur                                               | 14        |
| Valdeperillo                                             | 13        |
| Navajún                                                  | 10        |
| Valdemadera                                              | 8         |
| Gutur                                                    | 0         |

| Gráfica de evolución demográfica de Comarca de Cervera entre 1900 y 2020                                                                                  |
| |
| Población de derecho (1900-1991) o población residente (2001) según los censos de población del INE. Población según el padrón municipal de 2020 del INE. |

## Orografía, flora y fauna

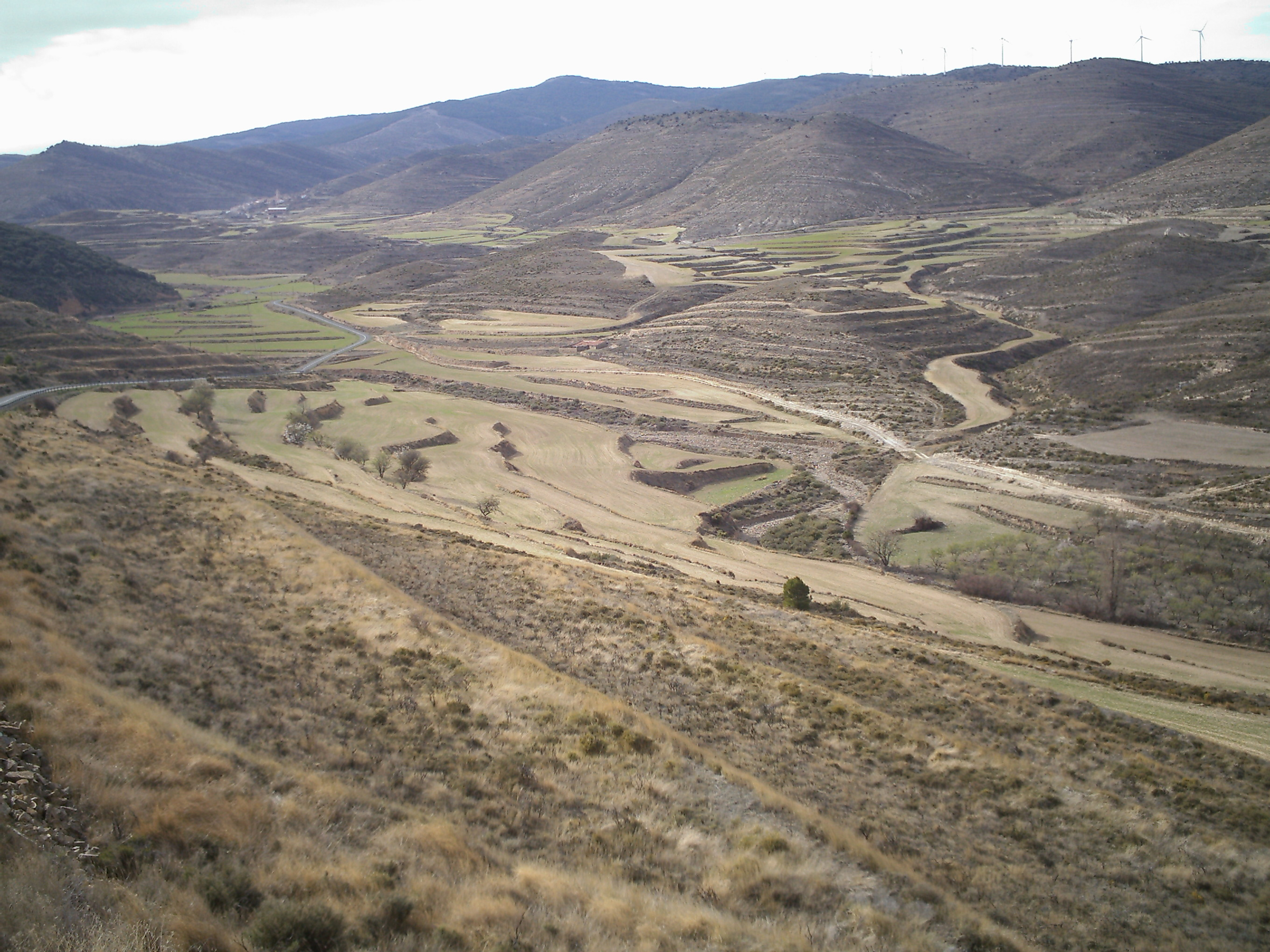
Sierra de Alcarama

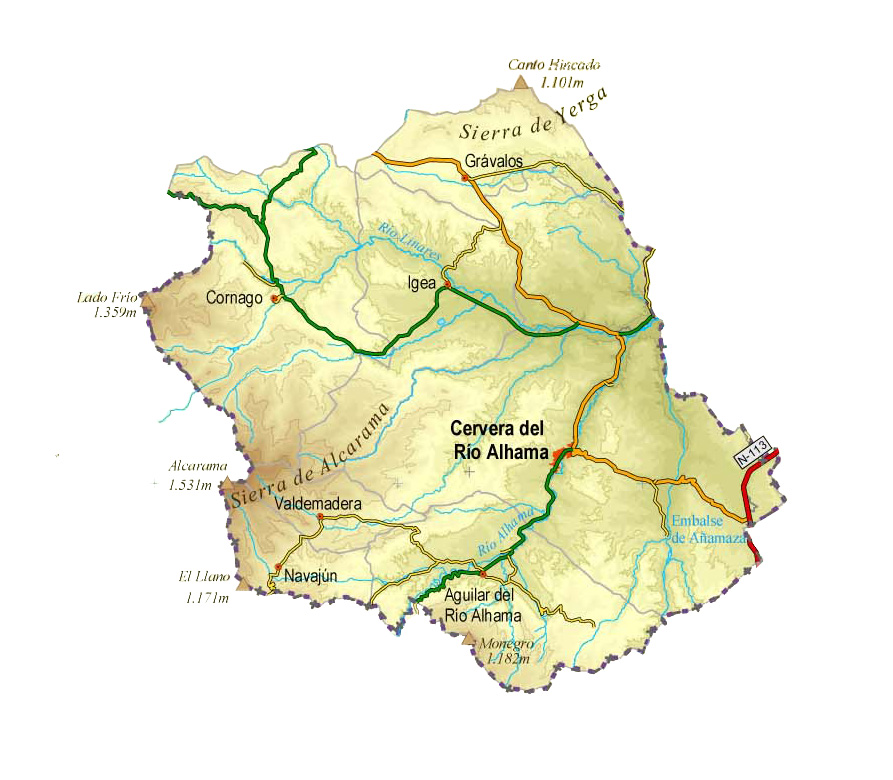
Mapa orográfico de la comarca de Cervera o Alhama-Linares

La comarca se sitúa a los pies de la sierra de Alcarama, y bordeada por la sierra de Yerga, ambas sierras de transición entre la montaña ibérica y las sierras de influencia mediterránea, con escasa altitud y fuertemente erosionadas con cortados rocosos, hoces y barrancos. La altitud media es de 725,2 m s. n. m., aunque en la comarca se sitúan los montes Alcarama de 1.531 m s. n. m., El Llano de 1.171 m s. n. m., el Monegro de 1.182 m s. n. m. y Canto Hincado de 1.101 m s. n. m. por lo que es una comarca agreste con grandes contrastes entre el valle y la montaña. 
La comarca discurre entre los cursos medio y bajo de los ríos Alhama y Linares, y se encuentra dentro de la reserva de la biosfera Valles del Leza, Jubera, Cidacos y Alhama, declarada por la UNESCO en el 2003. Además toda ella está unida por la vía verde, que une el balneario de la Albotea de Cervera con Aguilar del río Alhama.
Es una zona de flora seca, principalmente, destacando entre dicha flora el romero, espliego, ulagas, tomillo, bardal, manzanilla, coscoja, sabina mora, etcétera. Y entre los árboles se encuentran variedades como chopos, carrascas y pinos como más significativos aunque también se puede encontrar algún olmo, enebro, etcétera.
En este hábitat hace que abunden los buitres leonados, las águilas reales y perdiceras, el alimoche, el halcón peregrino, el eslizón ibérico y el barbo colirrojo.

## Educación
A causa de la despoblación que sufre esta comarca, los colegios existentes no son autónomos e independientes en cada una de las localidades debido a la falta de alumnos, por ello se agrupan mediante CRA. De este modo agrupan servicios y comparten recursos entre las distintas escuelas. La comarca cuenta con dos Colegios Rurales Agrupados, dónde se agrupan las escuelas existentes en los distintos municipios. 
También, en la capital de comarca hay una sección de instituto pero no es independiente, ya que depende del instituto de Alfaro, por suerte en las mañanas desde septiembre hasta junio, todos los que vivan fuera de Cervera disponen de 4 autobuses que van por diferentes vías dependiendo de la localidad en la que se encuentran los alumnos.
Estos autobuses son:
- Cornago, Igea, Rincón de Olivedo a Cervera y vuelta.

- Grávalos a Cervera y vuelta.

- Aguilar del Río Alhama a Cervera y vuelta.

- Valverde, Cabretón a Cervera y vuelta.

Los Colegios Rurales Agrupados (CRA) son:
- C.R.A. Alhama: Reúne a las escuelas rurales de Aguilar, Cervera, Cabretón y Valverde.[11]
- C.R.A. Linares: Reúne a las escuelas rurales de Rincón de Olivedo, Grávalos, Igea y Cornago.[12]

## Sanidad
En el aspecto sanitario, la comarca del Alhama-Linares comprende una única zona básica de salud. Según la distribución regional de Atención Primaria que hace el Servicio Riojano de Salud, esta comarca depende de la zona básica de salud n.º 1 de La Rioja, con centro de salud-ambulatorio en la localidad de Cervera del río Alhama, que funciona como centro comarcal de Urgencias aunque semanalmente se pase consulta médica en cada uno de los municipios adscritos. Esta área sanitaria tenía adscritos en el año 2021, 3.708 usuarios.